# John Allan (rugby à XV, 1905)
Pour les articles homonymes, voir John Allan et Allan.
Pas d'image ? Cliquez ici

b Matchs officiels uniquement.
John White Allan, né le 4 juin 1905 et mort le 29 décembre 1958, est un joueur de rugby à XV écossais qui a joué avec l'équipe d'Écosse évoluant au poste de pilier.

## Biographie
John Allan dispute son premier test match le 22 janvier 1927 contre l'équipe de France et son dernier test match avec l'Écosse le 17 mars 1934 contre l'équipe d'Angleterre.

## Statistiques en équipe nationale
- 17 sélections
- 27 points (9 transformations, 3 pénalités)
- Sélections par années : 1 en 1927, 1 en 1928, 4 en 1929, 2 en 1930, 4 en 1931, 3 en 1932, 2 en 1934
- Tournois des Cinq Nations disputés : 1927, 1928, 1929, 1930, 1931
- Tournois britanniques de rugby à XV disputés : 1932, 1934